# Подела Косова и Метохије
Подела Косова је предложена као решење косовског питања између Србије и Косова. Могућа подела би била подела Косова по етничким линијама, као што је одвајање северног Косова са већинским српским становништвом, а можда и неких енклава на југу, од остатка Косова којим доминирају Албанци. Подела је предлагана неколико пута, чак и пре проглашења независности Косова 2008. године, иако је то питање поново покренуто након кризе на северу Косова 2011–2013. године.

## Историја

### 1990-те: предлози од последњих дана социјалистичке Југославије до периода Косовског рата
Српски политичар Добрица Ћосић је првобитно предложио „разграничење са Хрватима и Албанцима“ 1990. године, наводећи да се „Косово не може сачувати. Реално је разграничити, уз задржавање угља [рудника] и светиња“, сматра Бора Јовић.  Бранислав Крстић је предложио поделу 1992. године, радио на даљим варијантама 1993. године, да би коначно поднео нацрт влади 1994. године.  Његов предлог из 1992. укључивао је давање аутономије на основу Венс–Овеновог плана, а да се српске и црногорске области интегришу у државу.  Александар Деспић је 1996. године изнео своје мишљење да Косово треба поделити. 
За време Косовског рата 1998. Душан Батаковић је био организатор предлога „кантонизације“.  Године 1999. тај предлог је поднет француској влади.  Међународна заједница га није прихватила.  Те године је Бернард Кушнер предложио стварање српских безбедносних зона. 
Дана 30. априла 1999. године, Маргарет Тачер, бивша премијерка Уједињеног Краљевства (1979–1990), одржала је говор у којем се оштро противила подели.

### Предлози после косовског рата
Потпредседник Владе Србије Небојша Човић предложио је 18. маја 2001. да се на Косову и Метохији успоставе два ентитета, српски и албански. Српски ентитет би био под заштитом Војске Југославије и полиције, док би албански имао највиши степен аутономије и остао под заштитом међународних сила. 
Српски премијер Зоран Ђинђић је 2002. године изјавио да „Србија нема ни механизам ни ресурсе да Косово реинтегрише у свој правни систем, нити да створи форму у којој ће бити под њеним суверенитетом. Подела провинције, дакле, није ништа друго до покушај да се спасе оно што се још спасти може“  .
Политика поделе Косова и уједињења Републике Српске са Србијом виђена је као понуда „дугорочне безбедности и стабилности за регион“, сматра Александар Јокић (2003).
Анатол Ливен из Карнегијеве задужбине за међународни мир изјавио је 2004. да је „подела Косова најреалније решење, али да ће инсистирање Албанаца на независности довести до новог сукоба“.  Чедомир Антић из Г17 плус рекао је да „подела Космета није идеално решење, али је максимум који се може добити у овом тренутку“.  Албанолог Миранда Викерс рекла је да би подела Косова била најбоље решење. 
Део преговора Србије и Косова 2005. године био је позив српске стране на формирање српских општина и уставну и правну заштиту Срба. Специјални представник УН Јесен Петерсен и косовски председник Даци поновили су одлуку о подели. Немачки представник Контакт групе Михаел Шефер такође је нагласио да не би требало да буде подела. Заменик шефа оперативне групе ЦИА за Балкан Стивен Мејер изјавио је да „Влада Србије не треба да заборави поделу Косова коју нико у међународној заједници не би подржао, нити одбацио као решење. Промена граница никада није била Свето писмо ЕУ и УН.“  Чарлс А. Купчан из Савета за спољне односе рекао је да ће „давањем севера Косова Приштина бити ослобођена узалудних покушаја да успостави власт над покрајином која намерава да одржавати везе са Београдом.“  Српски интелектуалац Десимир Тошић је рекао да подржава опцију поделе, „али да су сада врло мале шансе, јер се Србија никада неће вратити Србији у држави 1912, 1918. или 1945. године. " 
Председница Координационог центра за Косово и Метохију Санда Рашковић-Ивић је 2006. године рекла да „ако се обе стране, и Срби и Албанци, суоче са чињеницом да је и за једне и за друге немогуће живети у кохабитацији, а ако се међународна заједница суочи са истом чињеницом, онда би својеврсна подела Косова представљала решење за обе стране“.  Слободан Самарџић, саветник премијера Србије, рекао је да би дугорочно решење била подела, „с обзиром на то да Албанци до сада очигледно не желе да живе са Србима”. 
Политички аналитичар Андреј Пјонтковски је 2007. године рекао да „Србија треба да се заложи за поделу Косова са аргументом да не постоје међународне снаге које могу да чувају косовске Србе безбедним у независном Косову“.  Професор права Тимоти Вилијам Вотерс рекао је да је „подела могућа и могуће је да је то права ствар“.  Ерхард Бусек је рекао да је „подела Косова можда најмање лоше решење“. Ивор Робертс, бивши британски амбасадор у Југославији, подржава поделу Косова, наводећи да „подела Косова неће задовољити ниједну страну, али ће једнакост бола пре довести до стабилности него садашњи западни планови који ће несумњиво дестабилизовати Србију, а кроз Србију цео регион“.

### Предлози након саммопроглашења независности Косова
Дана 17. фебруара 2008. године, представници народа Косова, без иједног српског представника, прогласили су независност.
Америчке дипломате су 2010. упозориле да би европска 'колебљивост и слабост' могла да учврсти српску контролу над северним делом територије. „Нереаговање ускоро значи губитак северног Косова и поново ће отворити Пандорину кутију етничког сукоба који је дефинисао 1990-те“, написао је те године тадашњи амерички амбасадор Кристофер Дел. „Право је време да се окончају године превирања на северу и да се промени динамика све чвршће поделе између севера и остатка Косова. Тренутна ситуација је неодржива и све се погоршава. Циљ је да се заустави трулеж.“ 
Бивши изасланик ЕУ за Косово Волфганг Ишингер је у августу 2011. поводом поделе Косова изјавио да су по његовом мишљењу „такве идеје апсолутно неприхватљиве“. Он је додао да без решења конфликта чланства Србије у Европској унији "неће бити, не сме да се деси".
У септембру 2011. Џејмс Кер-Линдзи, виши научни сарадник на Лондонској школи економије и политичких наука, изјавио је да је подела Косова логично решење. Он је у интервјуу за Политику навео да би Београд у наредних неколико месеци могао имати шансу да се бори за поделу Косова и успостављање велике аутономије за Србе на северу Косова.
Министар унутрашњих послова Србије Ивица Дачић је у мају 2011. предложио поделу Косова као решење косовског спора. Он је навео: „То је моје мишљење, иако се то не свиђа ни Београду ни Приштини. Међутим, ја сам реалан политичар и не видим друго решење. Мислим да је једино реално решење да места у којима живе Срби остану у Србији и да се отцепи онај други део где живе Албанци. Ово је једини реалан начин који нас може довести до брзог решења. Остала решења су губљење времена и године и деценије би прошле у покушају да се ти мали проблеми реше“. Бивши југословенски председник Добрица Ћосић изјавио је: „Већ 40 година узалуд причам и пишем о Косову и Метохији, предлажући демократску, праведну, компромисну и трајну поделу. То је једини начин да се превазиђе вишевековни антагонизам између Албанаца и Срба... [и] зауставити великоалбанску експанзију и створити услове за нормалан живот оба народа“.
У октобру 2011. бивши аустријски вицеканцелар Ерхард Бусек је предложио поделу и изјавио: „Слажем се да је дијалог једини пут, у оквиру којег треба разговарати и о питањима која се у овом тренутку чине немогућима, као што је подела Косова. Не видим зашто се међународна заједница не би договорила о подели ако би се Београд и Приштина договорили о том питању. Сви детаљи оваквог решавања косовског ћорсокака могли би да се договоре на некој врсти „косовског Дејтона“, са међународном заједницом као гарантом споразума.“  Македонски председник Ђорге Иванов подржао је наставак преговора Београда и Приштине и поручио да је Македонија против поделе Косова, јер то може да дестабилизује регион.
Албански премијер Сали Бериша је у новембру 2011. изјавио: „Подела Косова је апсурдна идеја и поштовање граница Косова је од суштинског интереса за све земље у региону“.
Црногорски председник Мило Ђукановић је у јануару 2012. рекао да не подржава идеју о подели Косова јер би то „могло да отвори врата за слична решења у другим земљама у региону“.
Од 14. до 15. фебруара 2012. одржан је референдум о прихватању институција самопроглашене Републике Косово у регионима на северу Косова са већинским српским становништвом. Резултат је показао да је 99,74% бирача одбацило институције самопроглашене Републике Косово.
Планирано је да се Заједница српских општина успостави у складу са Бриселским споразумом (2013), али је од тада паузирана због противљења албанске стране.
Министар унутрашњих послова Ивица Дачић је у октобру 2014. рекао да би подела била једно од бољих решења и у интересу и Срба и Албанаца.
Стивен Мејер, бивши директор ЦИА и стручњак за Балкан, сматра да Косово треба поделити по етничким линијама.
Председник Левице Слободан Миловановић је 12. августа 2022. године у ауторском тексту за Данас предложио оквир коначног решења косовског питања, које подразумева и реинтеграцију Севера Косова у уставно-правни поредак Републике Србије, односно поделу Косова као најправичније решење засновано на компромису и у интересу обе стране.

## Цртање линије
Одавно је предложена подела Косова дуж линије реке Ибар. Након проглашења независности 2008. године, српска влада је формално предложила поделу у предлогу УН-у, тражећи да северно Косово са већинским српским становништвом буде под контролом граничне царине, правосуђа и полиције косовских Срба, иако под управом УНМИК-а. Северно од реке је подручје са претежно етничким Србима, док је јужно од реке претежно етнички албанско подручје, са неколико енклава косовских Срба.
Године 2008. основана је Скупштина Заједнице општина, "супарничка" влада са седиштем на северу Косова, лојална Београду. У то време остатком Косова управљали су УНМИК и Влада самопроглашене Републике Косово.
Мирослав Марјановић, врхунски обавештајац током 1990-их и рата на Косову, 2016. године је јавно објавио поверљиве податке у вези са Косовским ратом, међу којима су били ДСТ телеграми из 1998. о Ослободилачкој војсци Косова и оцена да су Француска и Немачка ближе договору о подела Косова на српски и албански део, при чему Албанци добијају статус сличан статусу Републике Српске. Међу документима су биле и карте које приказују потенцијалну партицију.

## Заједница српских општина
Бриселским споразумом између влада самопроглашене Републике Косово и Србије из 2013. године договорено је стварање Заједнице српских општина на Косову. Њена скупштина неће имати законодавну власт, а судске власти ће бити интегрисане и функционисати у оквиру косовског правног оквира. Очекивало се да ће удружење бити формирано 2015. године, али су немири опозиције и петиција коју је потписало преко 203.000 грађана то успорили. Уставни суд Косова је пресудио да је формирање Асоцијације било у складу са уставом Косова, али да одређени аспекти његове предложене примене нису.